# A Arnoia
A Arnoia (oficialment des de 1985 i en gallec) és un municipi de la província d'Ourense a Galícia. Pertany a la Comarca do Ribeiro. Històricament formà part del monestir de Celanova durant molt de temps.

## Parròquies
- A Arnoia (San Salvador)